# San Salvador (Priesca)

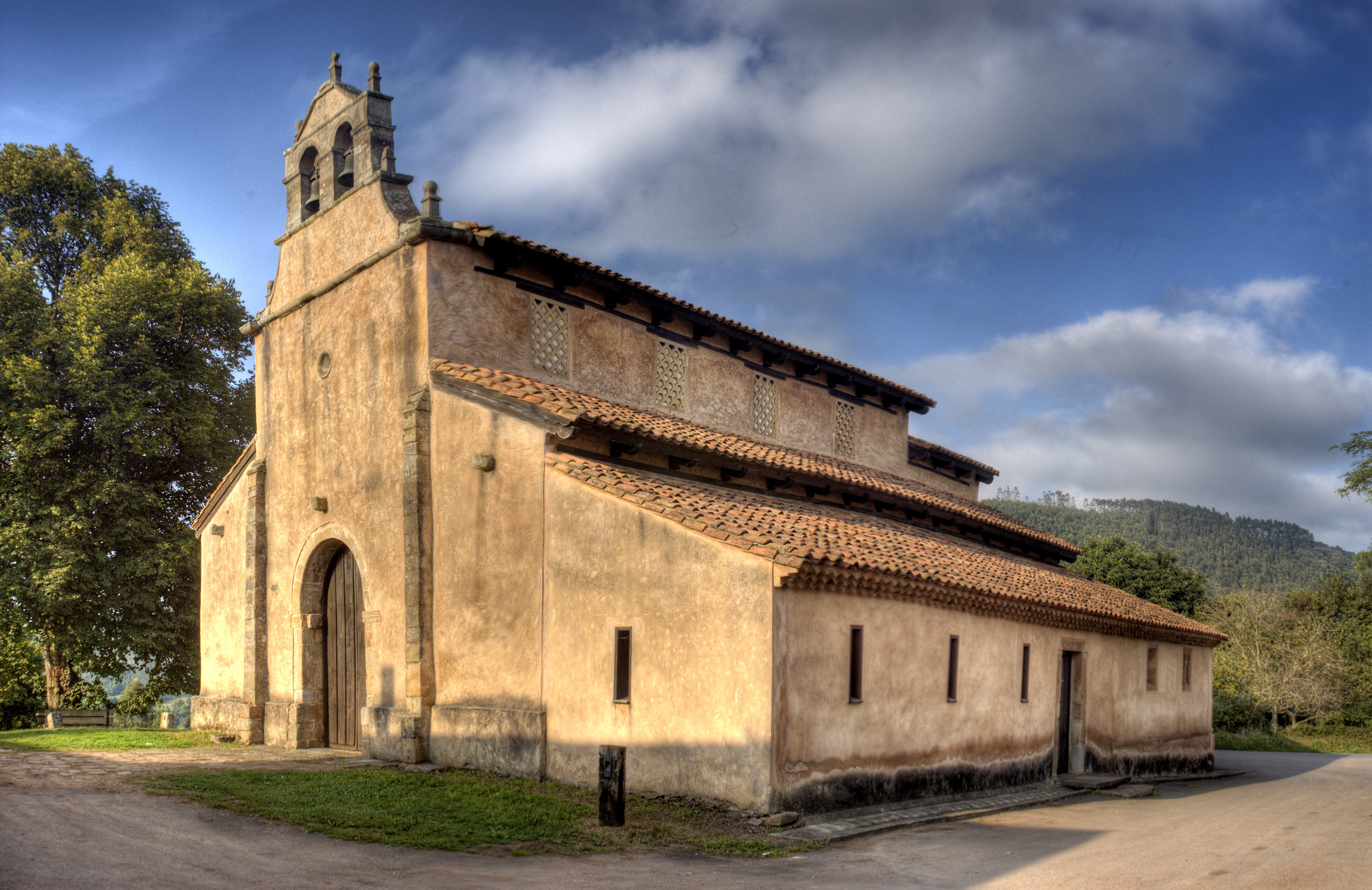
Kirche San Salvador

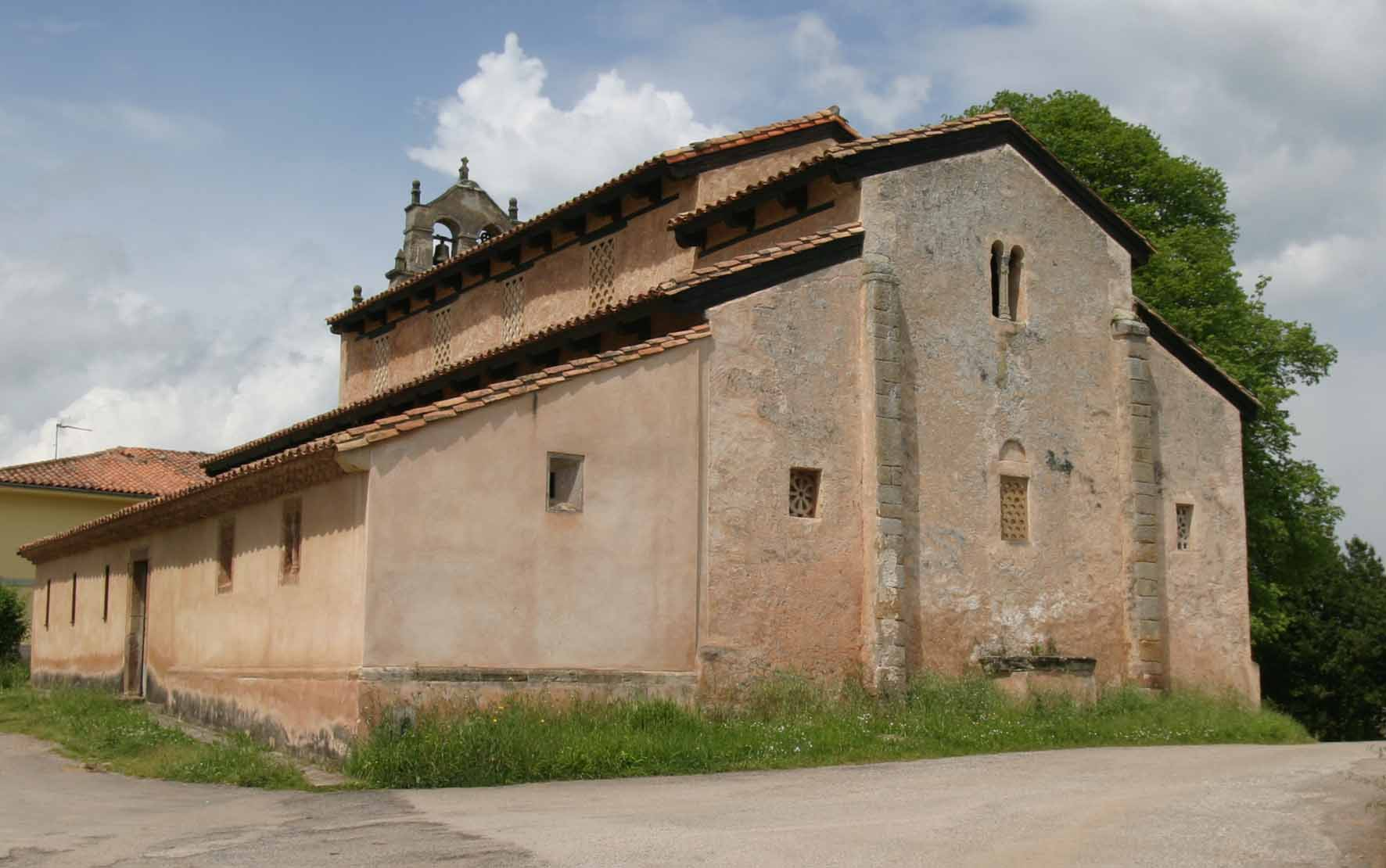
Ostfassade

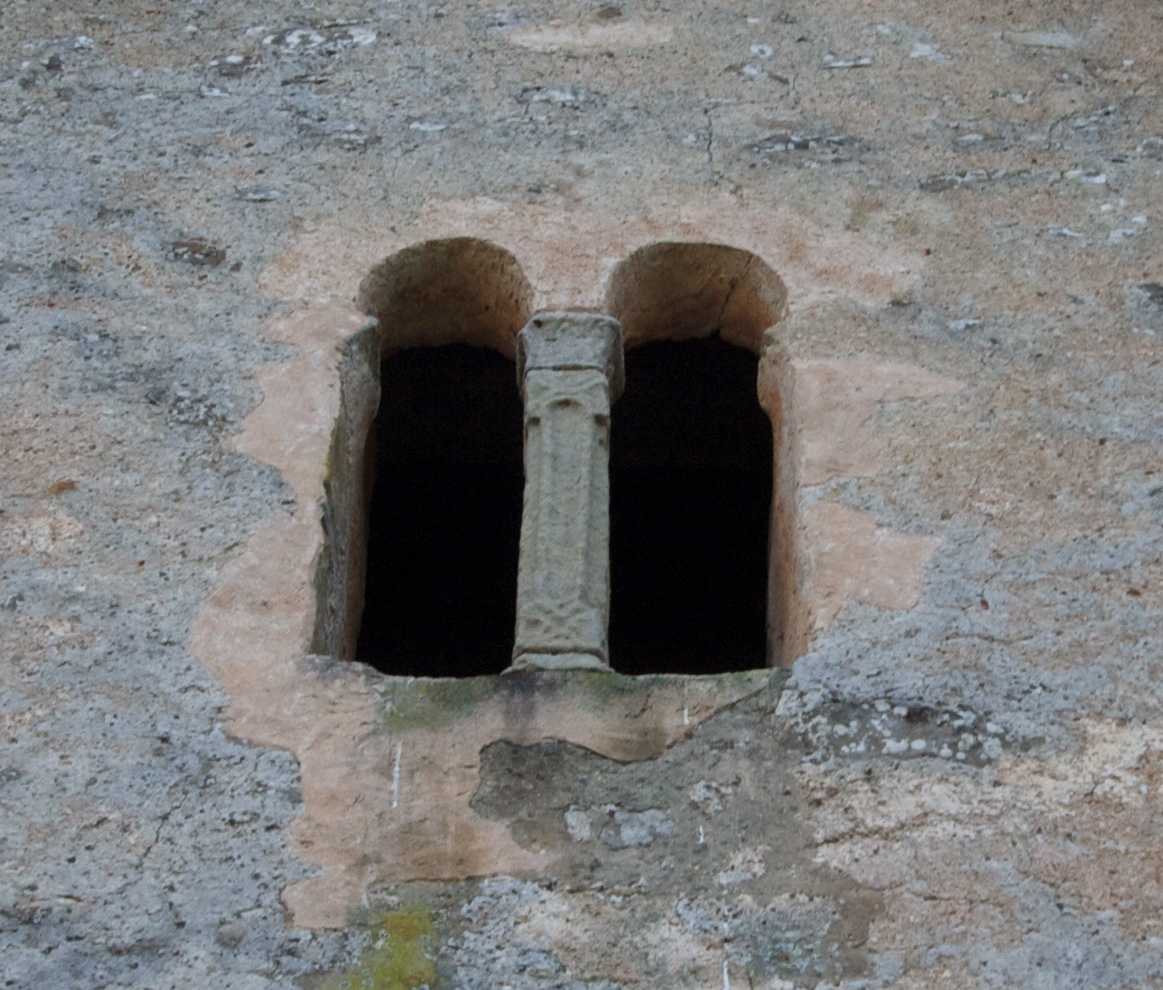
Zwillingsfenster am Ostgiebel

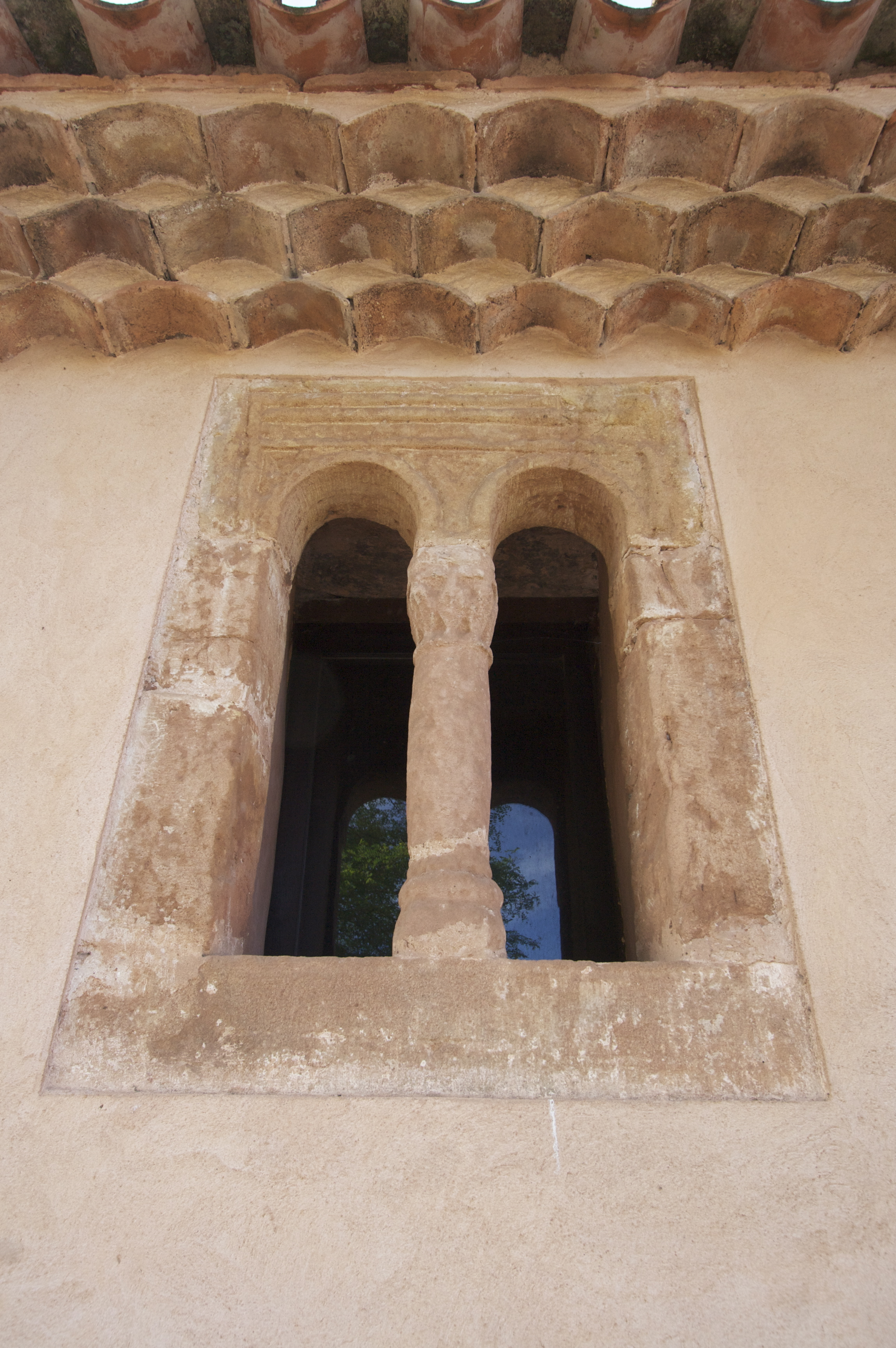
Zwillingsfenster mit Alfizrahmen in der Sakristei

Die Kirche San Salvador in Priesca, einem Ort in der Gemeinde (concejo) Villaviciosa, circa 50 Kilometer nordöstlich von Oviedo, der Hauptstadt der autonomen Gemeinschaft Asturien im Nordwesten von Spanien, ist ein präromanischer Kirchenbau aus dem 10. Jahrhundert. Die Kirche ist dem Salvator mundi (dem Heiland, Erlöser der Welt) geweiht. Im Jahr 1913 wurde das Gebäude, in dem Reste frühmittelalterlicher Wandmalereien erhalten sind, zum Monumento Nacional (Bien de Interés Cultural) erklärt.

## Geschichte
Die Kirche wurde im Jahr 921 geweiht. Dieses Datum war in einen Gründungsstein eingemeißelt, der im Laufe der Restaurierungsarbeiten zu Beginn des 20. Jahrhunderts verlorenging. Die Inschrift ist überliefert und nennt als Datum der Weihe den achten Tag der Kalenden des Oktober im Jahr 959 der spanischen Ära, was dem 24. September 921 unserer Zeitrechnung entspricht. Im Jahr 1936, während des spanischen Bürgerkrieges, richtete ein Brand große Schäden an und zerstörte einen Teil der frühmittelalterlichen Fresken. In den 1990er Jahren erfolgte eine Renovierung, bei der die Holzdecken erneuert und die Fresken konserviert wurden. Die Kirche wird heute als Pfarrkirche genutzt.

## Architektur
Die Salvatorkirche ist eine dreischiffige, aus Quadersteinen errichtete Basilika mit drei rechteckigen, tonnengewölbten Apsiden. Haupt- und Seitenschiffe tragen Holzdecken und werden durch je drei Arkaden getrennt, die auf Pfeilern mit schlichten Kämpferkapitellen ruhen. Im Westen schließt sich ein Vestibül mit zwei seitlichen Nebenräumen und einer darüberliegenden Empore an. Mit der Einteilung in neun Raumteile (drei Apsiden, drei Schiffe, Vorraum und zwei Nebenräume) auf einem rechteckigen Grundriss entspricht die Kirche dem typischen Schema asturianischer Kirchen. Über der Mittelapsis liegt ein kleiner, von innen nicht zugänglicher und nach außen nur durch ein Zwillingsfenster (ajimez) geöffneter Raum, eine sogenannte cámara oculta, die auch in anderen präromanischen Kirchen Spaniens wie z. B. San Baudelio de Berlanga vorkommt. Der Glockengiebel (espadaña) im Westen und ein Anbau an das südliche Seitenschiff, der als Sakristei genutzt wird, sind Hinzufügungen aus späterer Zeit. 

## Fenster
Die beiden Rechteckfenster an der Ostfassade haben ihre originalen, in Stein gehauenen Fenstergitter bewahrt. Sie gliedern sich in drei Felder. Das obere und untere Feld besteht aus kleinen Dreierarkaden, die Mitte aus einer Rosette. Erhalten sind auch zwei Zwillingsfenster, eines an der Ostfassade und ein anderes in der Sakristei. Letzteres befindet sich nicht mehr an seinem ursprünglichen Ort, sondern wurde später in der Sakristei eingebaut. Es ist von einem Alfiz-Rahmen umgeben, der – wie die Hufeisenbögen des Giebelfensters – als typische Merkmale islamischer Architektur auf mozarabischen Einfluss schließen lassen. 

## Fresken

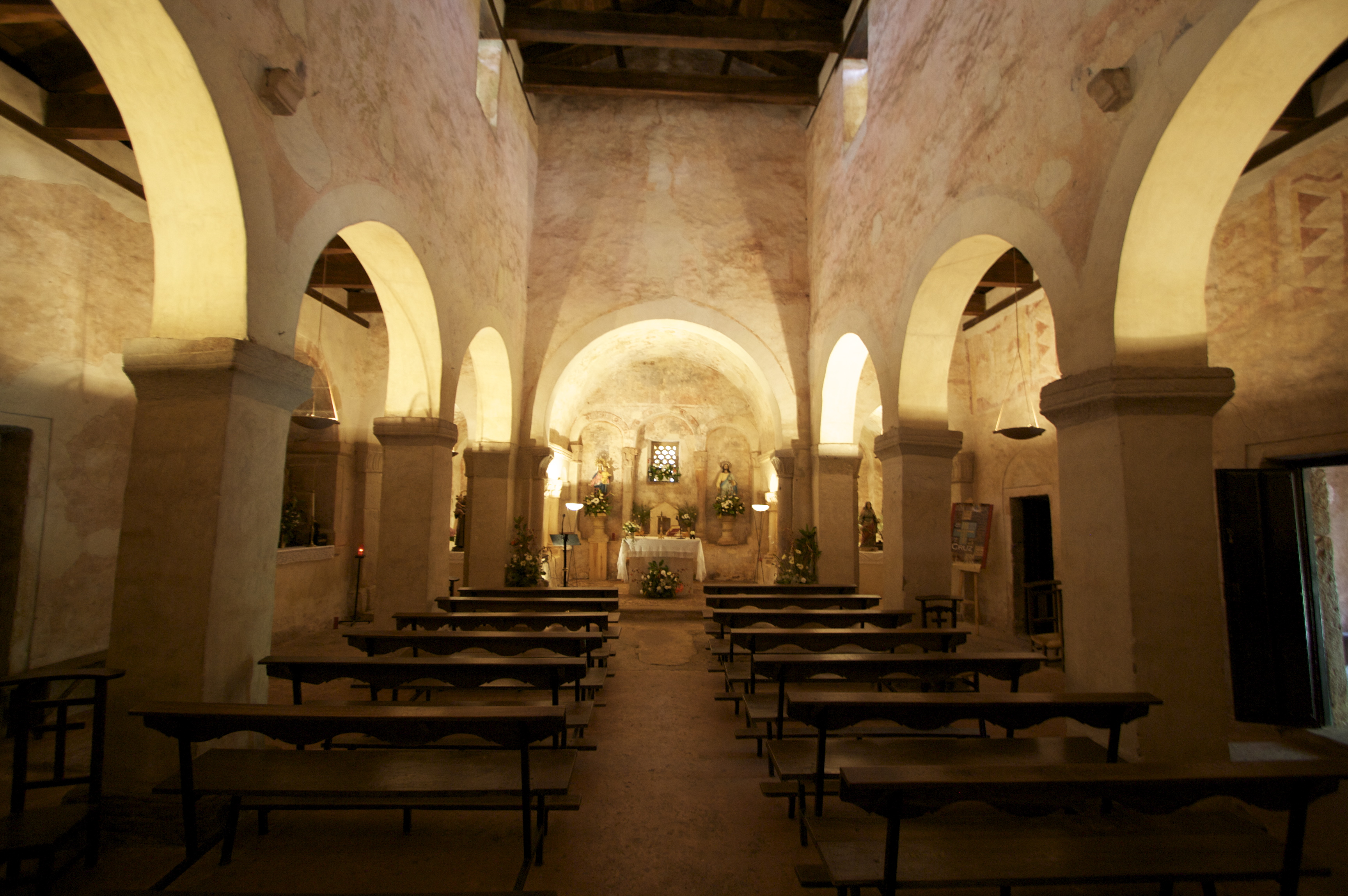
Innenansicht

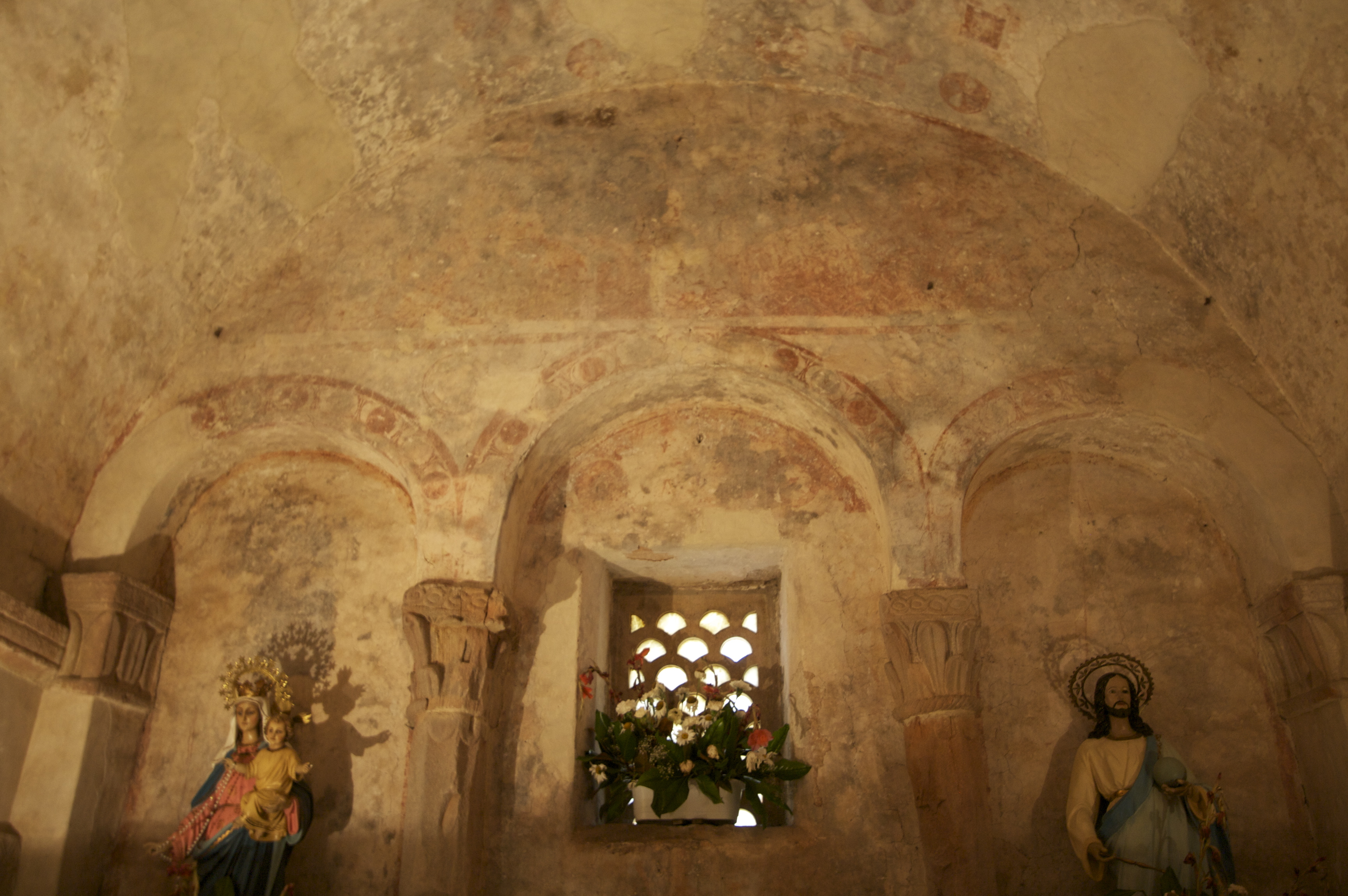
Wandmalereien

Wie in den asturischen Kirchen San Julián de los Prados und San Salvador de Valdediós haben sich auch in der Kirche San Salvador in Priesca Fresken aus vorromanischer Zeit erhalten. Sie befinden sich im Mittelschiff, im südlichen Seitenschiff und in den Apsiden. Im Mittelschiff ist eine auf einem Thron sitzende Figur zu erkennen, wobei die Art der Darstellung – wie die Seitenansicht des Thrones – an die Wandmalereien in San Miguel de Lillo bei Oviedo erinnert. Auf den Tonnengewölben und an den Wänden der Apsiden sind geometrische Motive wie Vier-, Sechs- und Achtecke dargestellt oder Kreise und Ovale. Ebenso sind die Buchstaben Alpha und Omega zu erkennen, die vermutlich an den Armen eines gemalten Kreuzes herunterhingen.

## Skulpturenschmuck

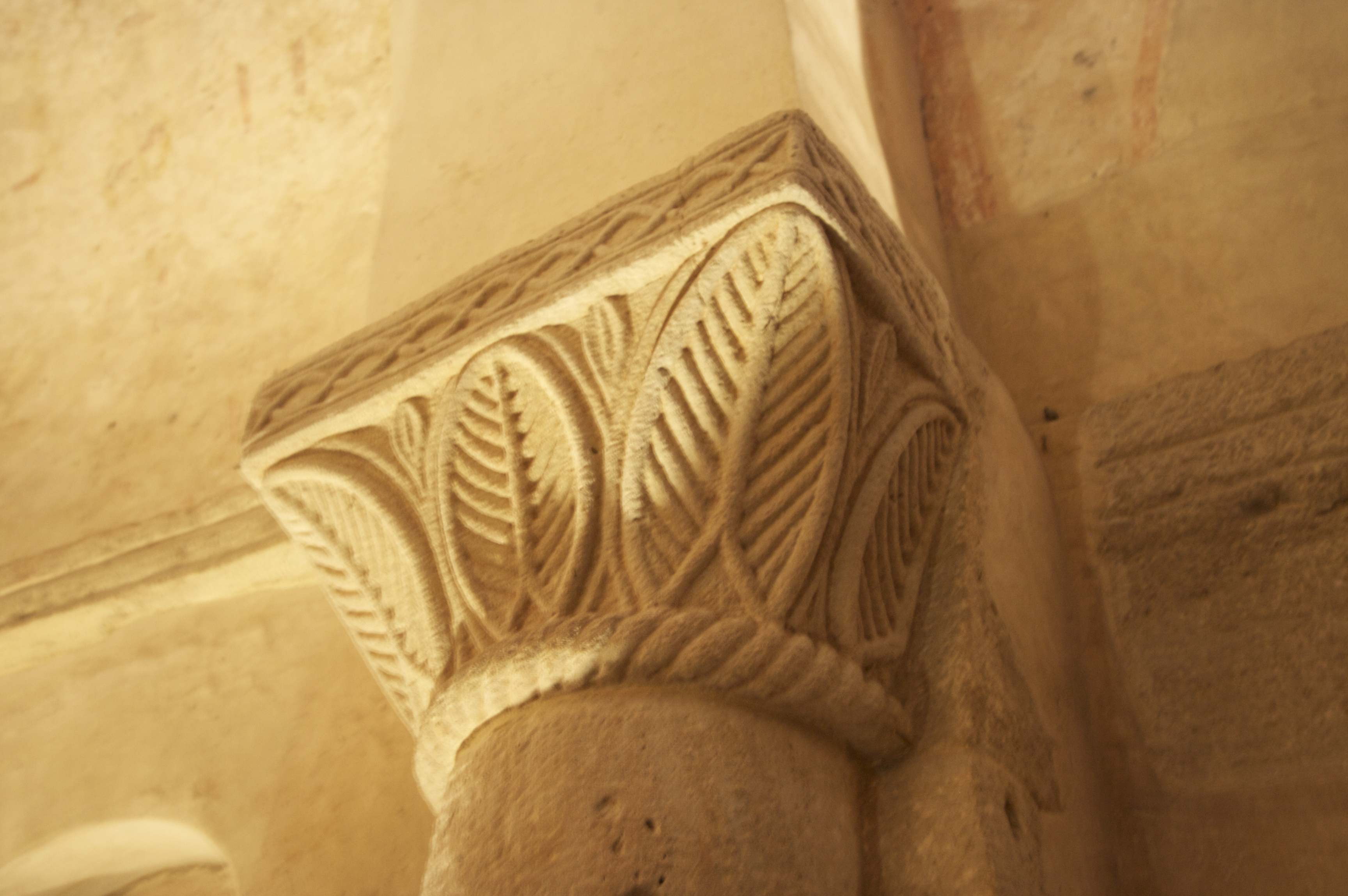
Blattkapitell

Die Tonnengewölbe der Apsiden werden von Blendarkaden getragen, wobei die der Nebenapsiden nur gemalt sind. Die Säulen besitzen Pyramidenstumpfkapitelle mit Tauband-Ringen und einen Abakus, der mit einem Flechtbanddekor verschlungener Riemen versehen ist. Die Kapitelle der Blendarkaden sind nach korinthischem Vorbild gestaltet und weisen zwei Reihen stilisierter Blätter mit Eckvoluten auf. Die Kapitelle der Stirnbögen besitzen eine Reihe hoher, stark gerippter Blätter. Die ursprünglichen Chorschranken (canceles) werden heute im Archäologischen Museum von Asturien (Museo Arqueológico de Asturias) in Oviedo aufbewahrt.